# Andrés Arroyave
Andrés Felipe Arroyave Cartagena (La Virginia, 9 de junio de 1990-Pereira, 8 de febrero de 2018) fue un futbolista colombiano, jugaba de delantero y su último equipo fue Sport Loreto de la Primera División del Perú.

## Biografía
Andrés Arroyave, apodado «El Rayo», nació en 1990; jugó en los equipos Deportivo Pereira de Colombia, Ayacucho FC y Sport Loreto. En 2015, mientras era jugador del Sport Loreto, se le diagnosticó cáncer de colon, que causó su muerte el 8 de febrero de 2018.

## Clubes
| Club              | País     | Año       |
| ----------------- | -------- | --------- |
| Deportivo Pereira | Colombia | 2010-2012 |
| Ayacucho FC       | Perú     | 2013-2014 |
| Sport Loreto      | Perú     | 2015      |